# Mooser Teiche
Die Mooser Teiche befinden sich im Vogelsberg auf dem Gebiet der Gemeinden Freiensteinau und Grebenhain. Sie bilden die insgesamt 15 Wasserflächen umfassende so genannte Oberhessische Seenplatte, die auf einem nur zwei Kilometer breiten und knapp sieben Kilometer langen Streifen angeordnet sind. Das gesamte Wasserareal beträgt 86,5 Hektar. Es sind künstlich aufgestaute Teiche mit einer Wassertiefe von wenigen Metern. Die Teiche wurden überwiegend im 16. Jahrhundert unter der Herrschaft der Adelsfamilie Riedesel für die Fischzucht angelegt. Darüber hinaus erfüllen die Teiche wichtige Funktionen für die Stabilisierung des Kleinklimas und als Rückhaltebecken bei Starkregen und bei plötzlicher Schneeschmelze. Sie bergen vielfältige naturgeographisch interessante Erscheinungen, wie mehrere Seggen- und Laichkrautarten. Die Teiche mit der größten Ausdehnung sind:
- Nieder-Mooser Teich bei Nieder-Moos mit 30,04 ha
- Ober-Mooser Teiche bei Ober-Moos mit 29,5 ha
- Rothenbachteich zwischen Bermuthshain und Ober-Moos mit 11,4 ha
- Reichloser Teich bei Reichlos mit 8,6 ha

Mit Ausnahme des durch den Fremdenverkehr genutzten Nieder-Mooser Teichs (umgangssprachlich auch Nieder-Mooser See genannt) sind alle Mooser Teiche als Naturschutzgebiete ausgewiesen. Sie stellen einen Brutraum und Rastplatz für zahlreiche Vogelarten dar. Seit dem Jahr 2000 befinden sich der Ober-Mooser Teich und der Reichloser Teich im Eigentum des NABU-Landesverbands Hessen und bilden das NABU-Schutzgebiet „Vogelsbergteiche“.

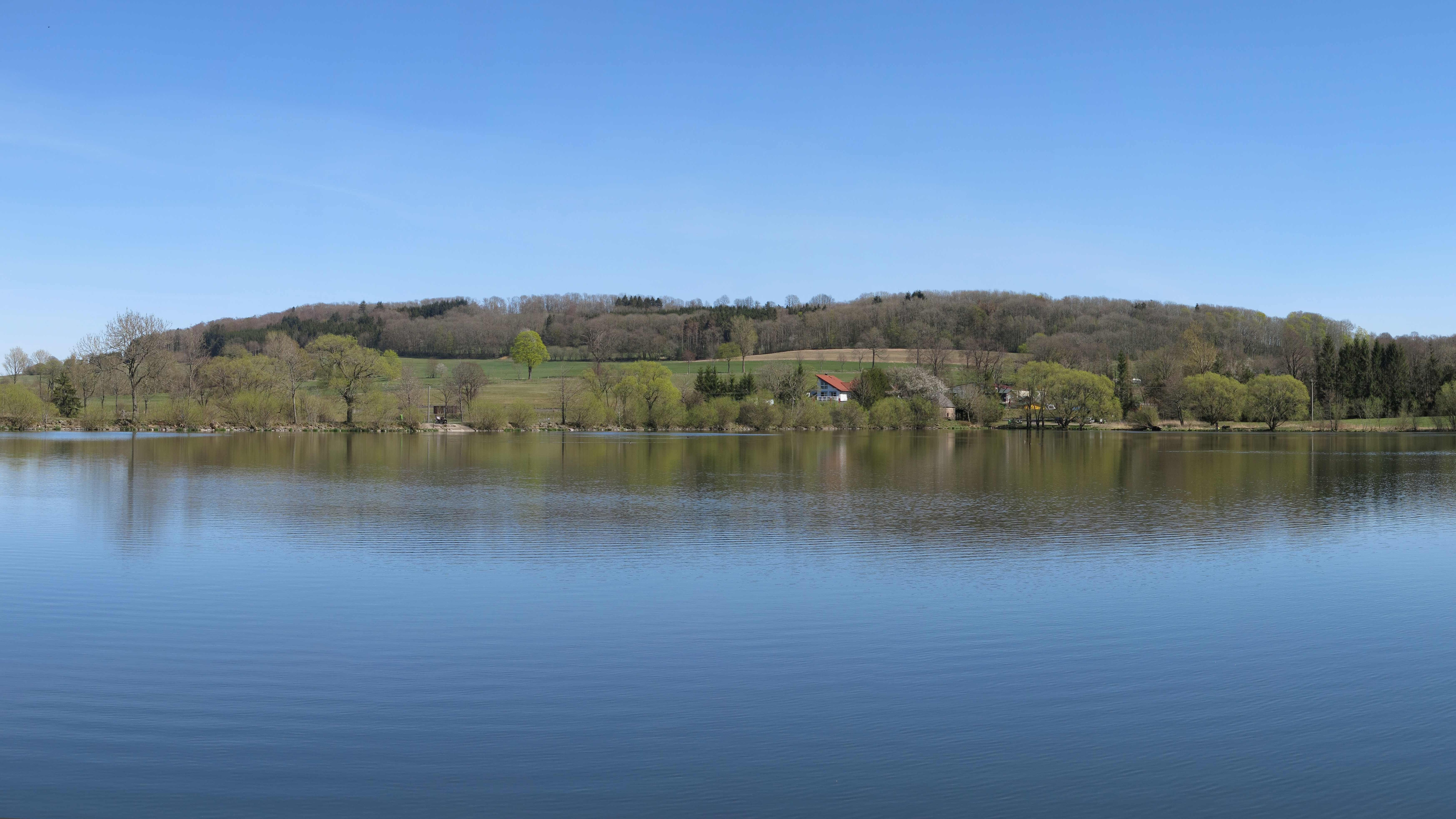
Panorama über den Niedermooser See zum Horst
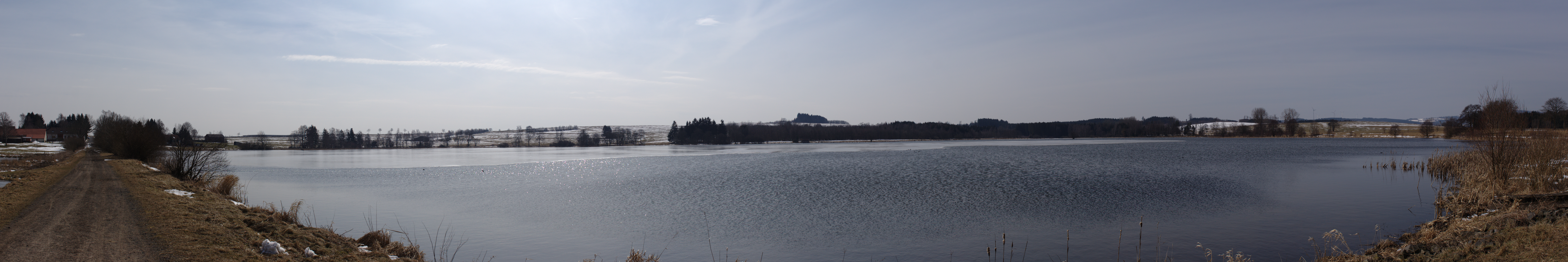
180°-Panoramabild des Ober-Mooser Teichs
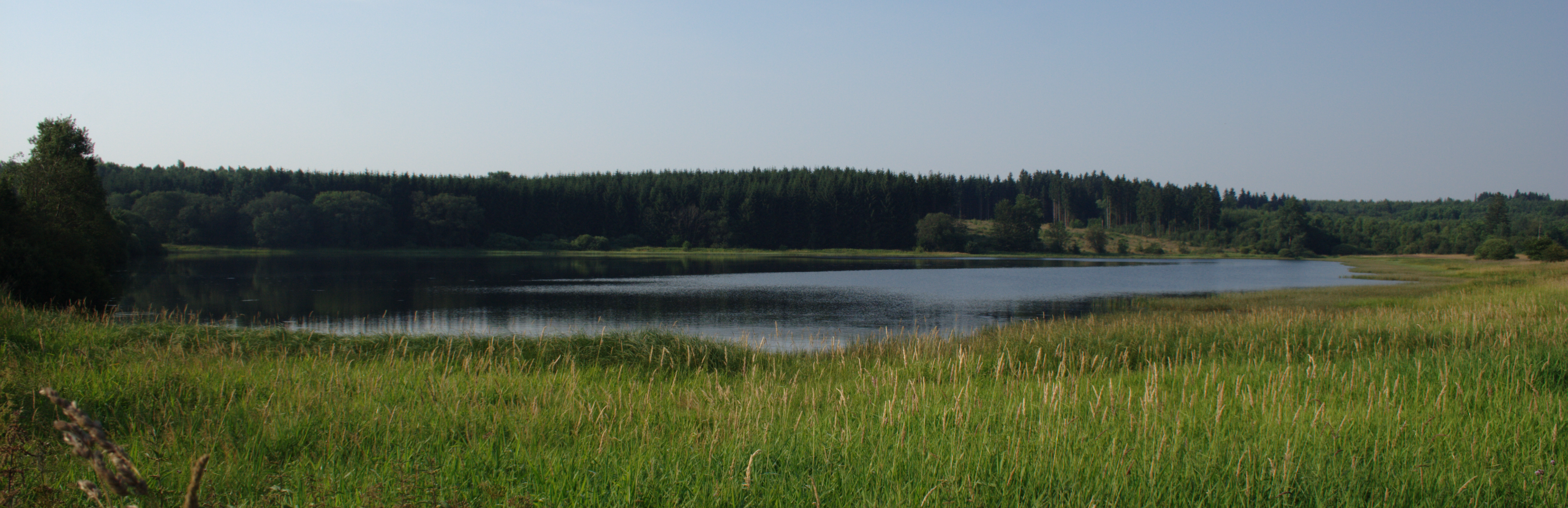
Panoramabild des Reichloser Teichs
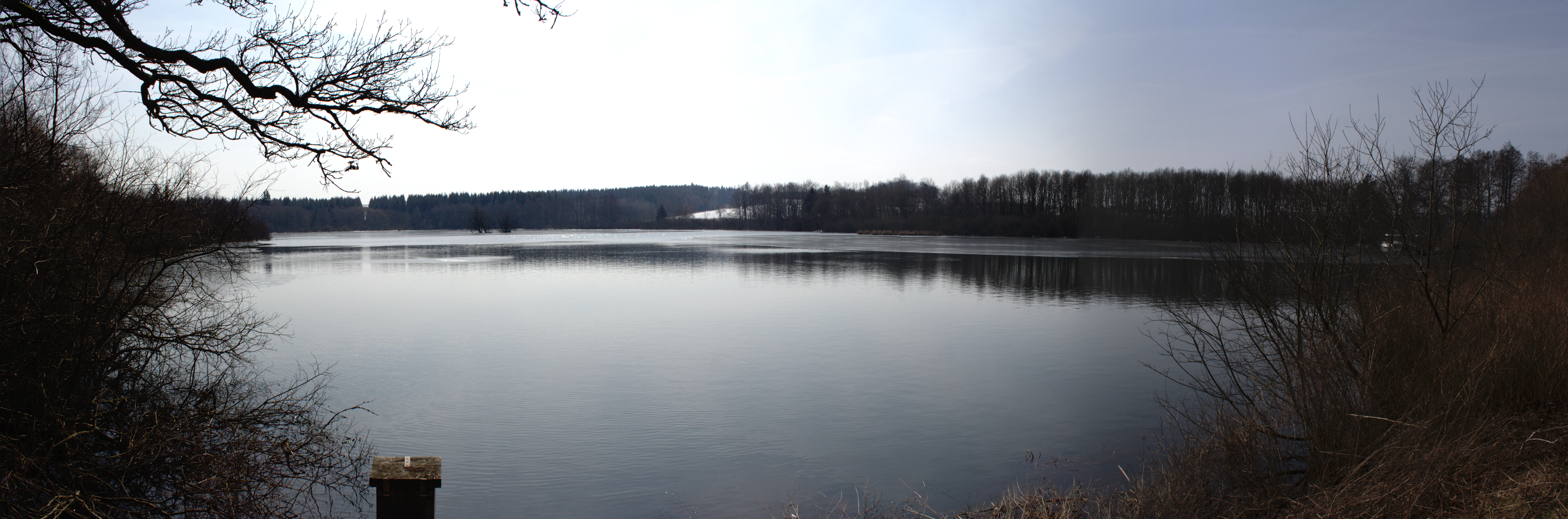
Panoramabild des Rothenbachteichs
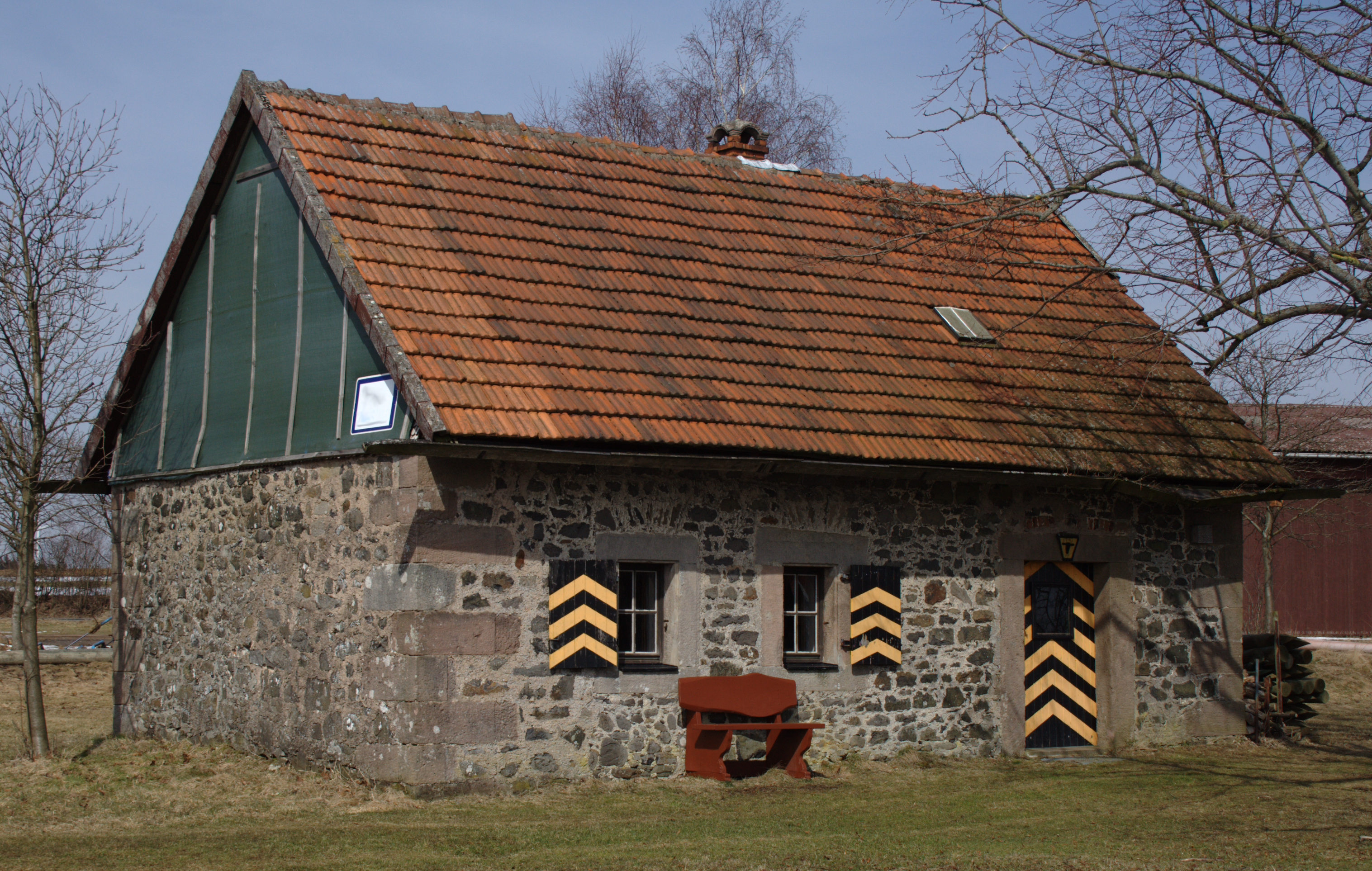
Teichhaus am Ober-Mooser Teich
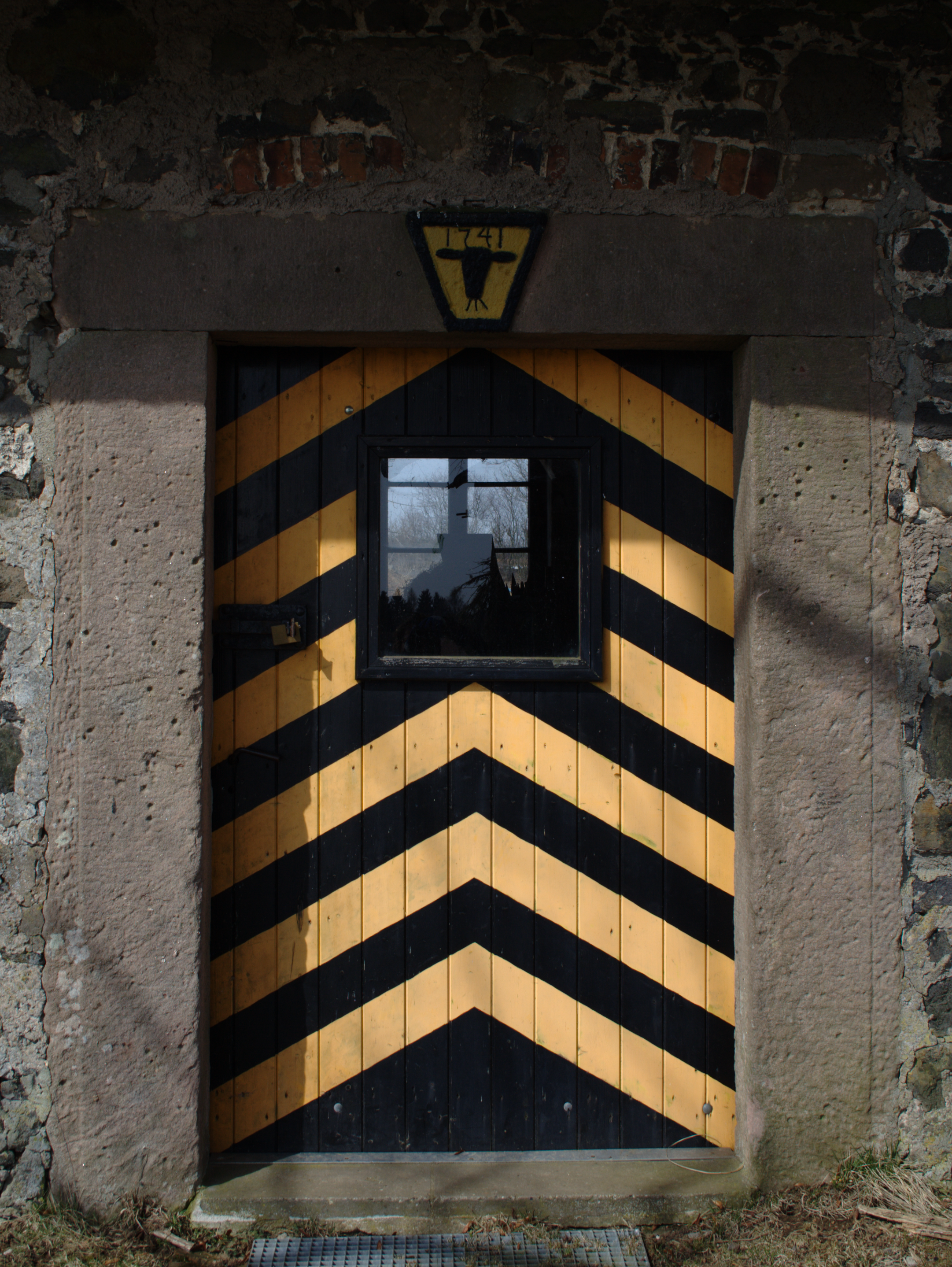
Teichhaus am Ober-Mooser Teich; Eingangstür mit Wappen der Riedesel
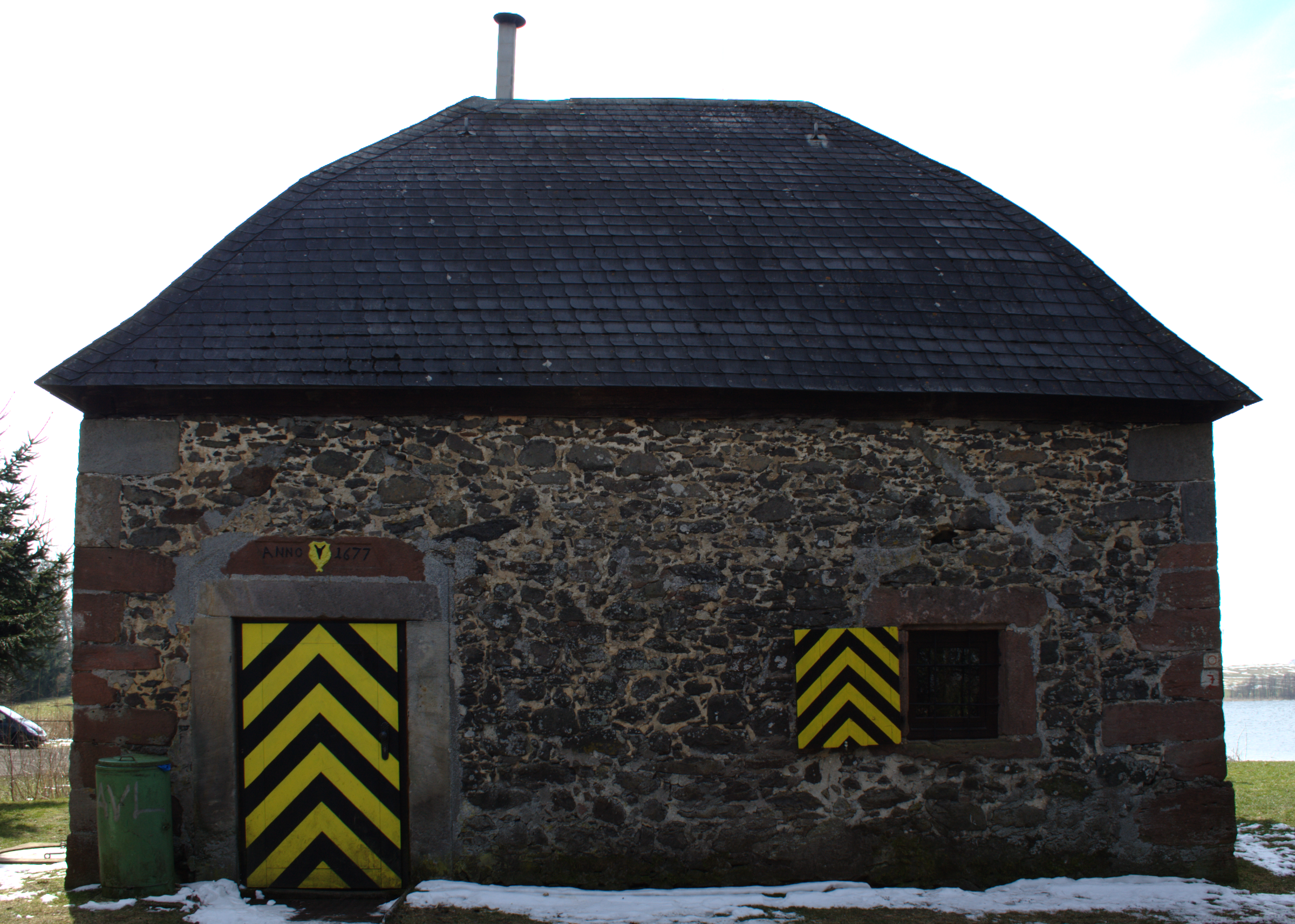
Teichhaus am Nieder-Mooser Teich
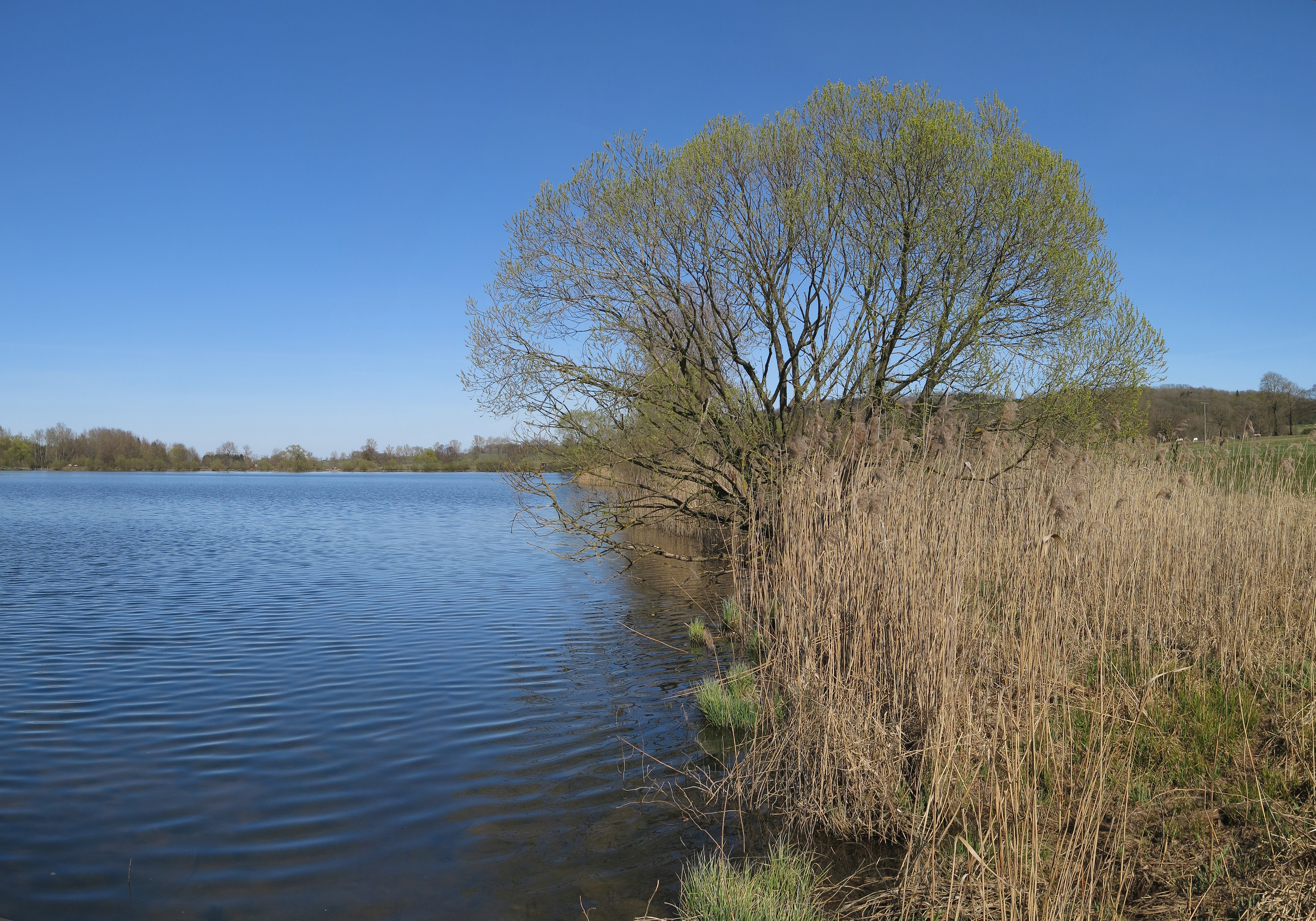
Am Ufer des Nieder-Mooser Teiches
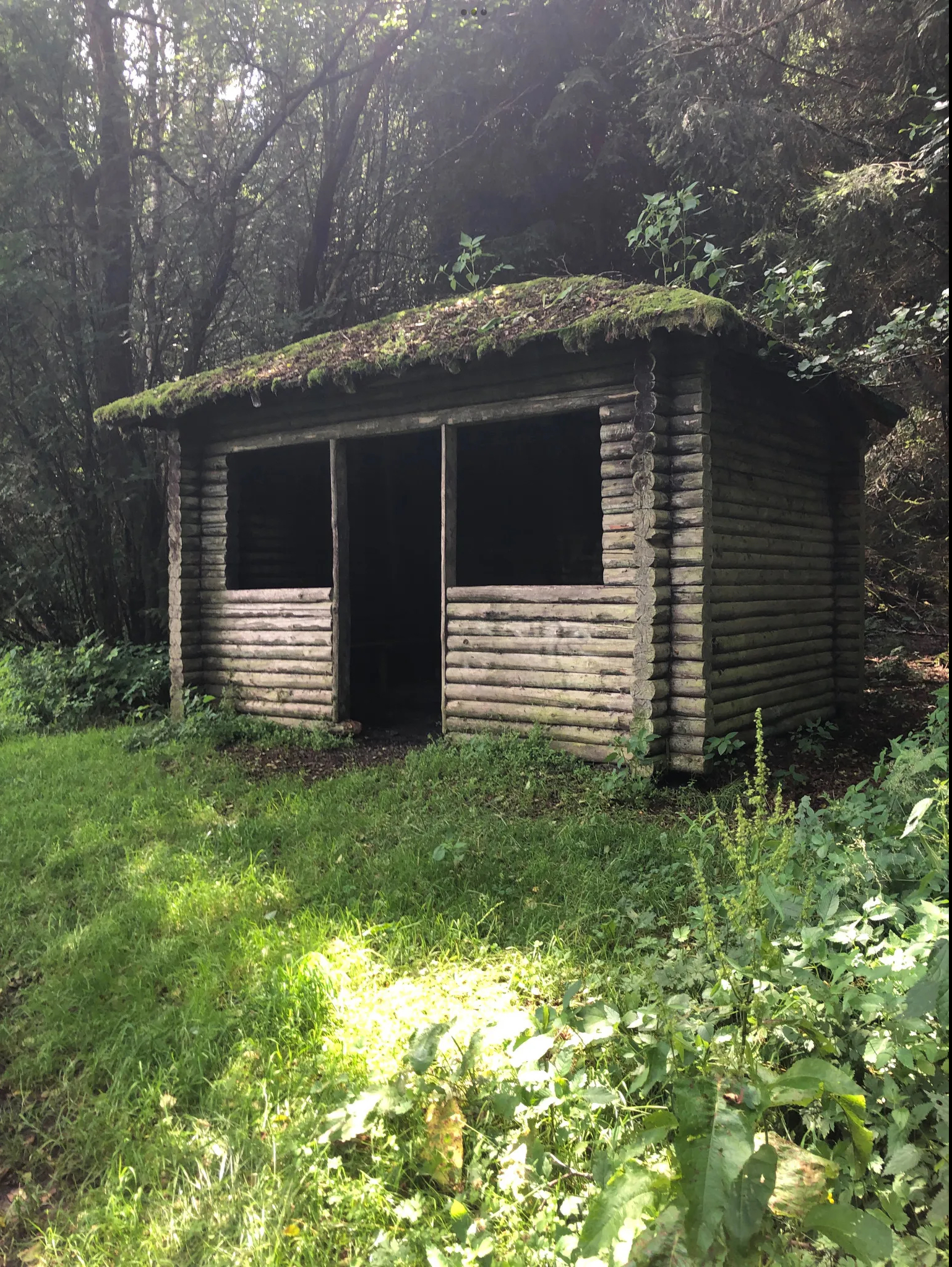
Schutzhütte